# سید کاظم حسینی (بازیکن فوتبال)
سید کاظم حسینی(درگذشته ۱ آبان ۱۳۹۶)بازیکن فوتبال اهل ایران بود که در باشگاه‌های باشگاه فوتبال شاهین اهواز، کارگر آبادان، صنعت نفت آبادان، باشگاه فوتبال تاج آبادان سابقه بازی داشت وی همچنین در تیم ملی فوتبال امید ایران بازی کرد. وی همبازی صفر ایرانپاک، ایرج سلیمانی و اسفندیار دوستانی نیز بوده‌است. وی به عنوان لژیونر در لیگ برتر فوتبال کویت و تیم باشگاه ورزشی الکویت را نیز بازی کرد. وی روز دوشنبه ۱ آبان ۱۳۹۶ به دلیل کهولت سن درگذشت.